# Identyfikacja systemu
Identyfikacja – rozpoznawanie (sporządzenie opisu matematycznego) właściwości statycznych i dynamicznych elementów i układów automatyki. Identyfikacja oznacza znalezienie zależności między wejściem a wyjściem (dla elementu automatyki, obiektu, układu regulacji) na podstawie danych doświadczalnych. Po poddaniu obiektu (procesu) szeregowi doświadczeń dobiera się bowiem parametry modelu w taki sposób, aby pasował on do danych doświadczalnych. 
Identyfikacja odgrywa zasadniczą rolę w odniesieniu do obiektów i procesów regulacji, gdyż umożliwia poprawne nastrojenie układu regulacji automatycznej. W czasie identyfikacji określane są bowiem wartości parametrów modelu obiektu (procesu), które wykorzystuje się następnie w doborze nastaw regulatora sterującego rzeczywistym obiektem (procesem).

## Podstawowe pojęcia
Identyfikacja systemów lub procesów to termin opisujący zespół metod i narzędzi i algorytmy, które mają na celu zbudować dynamiczny model systemu lub procesu na podstawie danych pomiarowych zebranych z wejścia i wyjścia. Model taki może opisywać:
- właściwości wejściowo-wyjściowe systemu - jeżeli jest tworzony w oparciu o sekwencje sygnałów wejściowych i towarzyszące im sekwencje sygnałów wyjściowych,
- przebieg wyjścia systemu o wejściach pomiarowo niedostępnych - jeżeli jest tworzony jedynie w oparciu o mierzoną sekwencję sygnału wyjściowego.

Model budowany jest poprzez wyszukiwanie zależności i relacji pomiędzy zmierzonymi danymi bez fenomenologicznej analizy systemu lub procesu (czyli bez szczegółowego badania zjawisk fizycznych zachodzących w systemie lub procesie). O takim sposobie postępowania czasami mówi się, że traktuje system lub proces jako "czarną skrzynkę".
Przeciwstawną metodą do identyfikacji jest modelowanie analityczne. Polega ono na tym, że system dzielony jest na podsystemy, których właściwości oraz prawa fizyczne nimi rządzące dają się opisać modelami matematycznymi. Metoda ta jest zależna od skali problemu, może być bardzo czasochłonna i prowadzić do uzyskania modeli matematycznych zbyt skomplikowanych, by nadawały się do dalszego wykorzystania.

## Etapy identyfikacji
Identyfikacja jest procesem iteracyjnym, który może posiadać następujące etapy.
1. Przygotowanie eksperymentu identyfikacyjnego, generacja pobudzeń.
2. Przeprowadzenie eksperymentu identyfikacyjnego, zebranie pomiarów.
3. Wstępne przetwarzanie danych pomiarowych (np. eliminacja błędów grubych).
4. Wybór klasy dopuszczalnych modeli. Wybiera się klasę modeli deterministycznych lub stochastycznych, ciągłych lub dyskretnych, liniowych lub nieliniowych, stacjonarnych bądź niestacjonarnych.
5. Wybór typu modelu z wybranej klasy. Ponieważ w każdej klasie modeli istnieją modele różnych typów (na przykład w klasie dyskretnych modeli stochastycznych istnieją modele ARX, MAX, ARMAX, ARIX), na tym etapie wybiera się jeden z nich. Wybór konkretnego modelu może być poprzedzony wstępną, "zgrubną" analizą modelowanego systemu bądź pochodzących z niego sygnałów.
6. Wybór struktury modelu (dla modeli parametrycznych). Jest to bardzo trudny etap, który często sprowadza się do pełnego lub ograniczonego przeglądu wszystkich dopuszczalnych (i rozsądnych) struktur modeli danego typu.
7. Estymacja parametrów danego modelu. Na tym etapie wybiera się odpowiedni algorytm estymacji, pozwalający na wyznaczenie parametrów wybranego uprzednio modelu.
8. Weryfikacja modelu. Etap ten kończy pojedynczą iterację procesu identyfikacji. Na tym etapie należy rozstrzygnąć, czy wynik identyfikacji jest zadowalający. Można w tym celu:

- porównać sygnał wyjściowy modelu z sygnałem rzeczywistym (najlepiej dla innego zbioru danych, tak zwanego zbioru danych do weryfikacji),
- wyznaczyć błąd predykcji jednokrokowej i określić jego cechy (na przykład białość),
- sprawdzić, czy model jest nadparametryzowany (zawiera zbyt bogatą strukturę),
- sprawdzić inne cechy modelu, decydujące o jego przydatności (na przykład stabilność czy odwracalność).

Uzyskanie niezadowalających wyników w trakcie weryfikacji modelu powoduje konieczność powtórzenia niektórych etapów identyfikacji. Zazwyczaj najpierw powtarza się etapy 7-8 lub 6-7-8. Po wyczerpaniu możliwości wprowadzania zmian na tych etapach należy pomyśleć o powtórzeniu etapu 5, a nawet 4. 
W warunkach rzeczywistych
należy zrobić wszystko, żeby nie było potrzeby powtarzania etapów 1-2, gdyż ich przeprowadzenie zazwyczaj
wiąże się z dużymi kosztami. Dla przykładu, identyfikacja modelu hutniczego pieca indukcyjnego może wiązać
się ze znacznymi wydatkami na energię do zasilania pieca. Dlatego należy solidnie przygotować eksperyment
identyfikacyjny, między innymi poprzez staranny wybór sygnałów pobudzających.

## Zastosowania wyników identyfikacji
Uzyskany w trakcie doświadczeń identyfikacyjnych model można wykorzystać do syntezy regulatora, bądź też
na jego podstawie można próbować przewidzieć zachowanie identyfikowanego systemu w przyszłości (tzw. predykcja).

## Podział metod identyfikacji
Najbardziej podstawowym podziałem metod identyfikacji jest podział na identyfikację modeli ciągłych i modeli dyskretnych.
Identyfikacja modeli ciągłych, poza tak zwaną klasyczną identyfikacją modeli w postaci odpowiedzi skokowych pierwszego i drugiego rzędu, jest ciągle dziedziną wymagającą wielu badań naukowych. Dalsza część opisu zajmuje się więc identyfikacją modeli dyskretnych w czasie.
Kolejny podział można przeprowadzić na metody parametryczne i metody nieparametryczne:
- pierwsza grupa metod prowadzi do uzyskania opisu systemu w postaci modelu o zdefiniowanej strukturze (modelu parametrycznego)
- druga do uzyskania modelu w innej postaci (modelu nieparametrycznego, na przykład charakterystyki amplitudowo-fazowej - czyli wykresu, czy funkcji odpowiedzi impulsowej).

Inny jeszcze podział można przeprowadzić w oparciu o typ identyfikowanego systemu. Można tutaj wyróżnić:
- identyfikację statyczną, której celem jest uzyskanie charakterystyki statycznej obiektu
- identyfikację dynamiczną, która zajmuje się uzyskiwaniem modeli opisujących dynamikę (stany przejściowe) systemu lub procesu.

## Algorytmy stosowane w identyfikacji
Do algorytmów powszechnie stosowanych w identyfikacji systemów (procesów) należą:
- metoda LMS,
- metoda najmniejszych kwadratów (MNK),
- rekurencyjna metoda najmniejszych kwadratów (RMNK),
- metoda zmiennej instrumentalnej,
- szybka transformata Fouriera.

## Typowe problemy
Do typowych problemów występujących w trakcie identyfikacji należą:
- wybór odpowiedniej klasy modeli, zwłaszcza klasy modeli liniowych bądź nieliniowych,
- występujące w pomiarach szumy (zakłócenia), które zafałszowują wyniki,
- możliwość wykonania jedynie niewielkiej liczby pomiarów do identyfikacji (gdyż, na przykład, pomiary są bardzo kosztowne),
- błędy grube występujące w pomiarach.